# Andrea Meneghin
Andrea Meneghin (Varese, Italia, 20 de febrero de 1974) es un exjugador italiano de baloncesto. Con 2.00 m de estatura, jugaba en la posición de alero.
Hijo del mítico Dino Meneghin, se formó en la cantera del Pallacanestro Varese, debutando en 1990 en el equipo que también vio brillar a su padre dos décadas atrás. Fue en el histórico club varesino en el que desarrollaría la mayor parte de su carrera, pues salvo dos temporadas, siempre jugó allí.
Andrea Meneghin era un escolta de 2 metros, que incluso podía jugar de base dado su buen manejo de balón. 1999 fue su gran año. En compañía de otros jugadores, como el puertorriqueño Daniel Santiago o sus compatriotas Giacomo Galanda y Gianmarco Pozzecco, llevó al Pallacanestro Varese a ganar la LEGA (Liga italiana), algo que no sucedía desde 1978. Además, para redondear el año, ganaría con la selección italiana el oro en el Eurobasket 1999, venciendo a España en la final.
En el año 2000 fichó por el Fortitudo Bolonia, donde jugaría dos años. No tuvo mucha suerte y en 2002 volvió a Varese, donde problemas con las lesiones llevaron a retirarle prematuramente en 2006. Tras su retirada, ejerció de entrenador asistente en el club de toda su vida.

## Trayectoria
- 1990-2000 Pallacanestro Varese
- 2000-2002 Fortitudo Bologna
- 2002-2005 Pallacanestro Varese

## Palmarés
- 1 Liga italiana (1999)
- 1 Supercopa de Italia (1999)
- Medalla de Oro en el Eurobasket 1999 con Italia (1999)
- Elegido tercer mejor jugador de Europa por La Gazzetta dello Sport en 1999